# ムラサキホコリ

ムラサキホコリは、ムラサキホコリ目（Stemonitales）またはムラサキホコリ科（Stemonitaceae）、ないしムラサキホコリ属に分類される変形菌類の総称、あるいはその一種ムラサキホコリ（Stemonitis fusca）のこと。最も一般に名の通った変形菌であり、理科の教科書や子供向け図鑑では必ずこれが取り上げられた。その場合にはムラサキホコリカビの名が使われることが多かった。

## ムラサキホコリ目
子実体を形成する時に内側から固化し、一般に軸と胞子部分が明確に分かれている。

### 分類
- サクホコリ科　Schenellaceae
- ムラサキホコリ科　Stemonitaceae:本項で解説

## ムラサキホコリ科

### 分類
- ムラサキホコリ属　Stemonitis
- コムラサキホコリ属　Stemonitopsis:チャコムラサキホコリ
- カミノケホコリ属　Comatricha
- ルリホコリ属　Lamproderma（好雪性であるものが多い）:キンルリホコリ
- エリホコリ属　Collaria
- フサホコリ属　Enerthenema

## ムラサキホコリ属
一般に子実体の軸（基部）が比較的長く、接地面と胞子が離れている。また、胞子部分は細長く、これにより子実体全体としてガマの穂、ないしチョコバナナのように見える。

## ムラサキホコリ
ムラサキホコリ（Stemonitis fusca）の成熟した子実体は薄い褐色で他のムラサキホコリ属の子実体と比べると胞子部分がより細長い。
胞子は約8マイクロメートルでいぼのある球形。